# San Francisco de Asís (Jalisco)
San Francisco de Asís es una localidad del estado mexicano de Jalisco. Es parte del municipio de Atotonilco el Alto.

## Toponimia
El nombre de la población hace referencia al santo patrono de la localidad: Francisco de Asís. De 1933 a 1995 la población recibió el nombre de «Francisco Javier Mina», en homenaje a Francisco Javier Mina, héroe de la Independencia de México.

## Demografía
| Gráfica de evolución demográfica |
|                                  |

| Censo | Población |
| ----- | --------- |
| 1921  | 448       |
| 1930  | 600       |
| 1940  | 689       |
| 1950  | 1 051     |
| 1960  | 1 327     |
| 1970  | 1 791     |
| 1980  | 3 125     |
| 1990  | 4 114     |
| 2000  | 4 930     |
| 2010  | 5 291     |
| 2020  | 5 952     |